# 山口県護国神社
山口縣護國神社（やまぐちけんごこくじんじゃ）は、山口県山口市にある神社（護国神社）である。

## 祭神
山口県関係の明治維新以降の国難に殉じた戦没者を祀る。この中には、吉田松陰、久坂玄瑞、来島又兵衛、大村益次郎、高杉晋作、月性も含まれている。
第二次世界大戦後は、山口県出身の殉職自衛官も合祀している。

## 歴史
山口県では、1903年（明治36年）に防長靖献会が設立され、現鎮座地の南に隣接する桜畠練兵場（現 陸上自衛隊山口駐屯地訓練場）で招魂祭が斎行されていた。
1939年（昭和14年）、山口県にも護国神社を創建することとなり、1941年（昭和16年）8月、現在地に社殿が竣工した。内務大臣から指定護国神社の指定を受け、同年11月26日に靖国神社の祭神となっていた山口県出身の戦没者7159柱を合祀、翌27日に鎮座祭が斎行された。

## 所在地情報
所在地
- 山口県山口市平野二丁目2番1号

交通
- 鉄道
  - 山口駅（西日本旅客鉄道（JR西日本）山口線） - 車で10分

## 周辺
- 今八幡宮
- 常栄寺
- 豊榮神社・野田神社
- 山口市菜香亭
- 雲谷庵跡
- 瑠璃光寺
- 洞春寺、のむら美術館